# Sprachlernberatung
Sprachlernberatung hat das Ziel, Lernende beim Fremdsprachenlernen zu unterstützen, Verantwortung für den eigenen Lernprozess zu übernehmen und effiziente Lernwege zu finden.
Sprachlernberatung ist ein mit der Lernerautonomie verbundenes Konzept, bei dem ein sachkundiger Berater eine entscheidende Rolle spielt. Dieser unterstützt den Lernenden dabei, sich des eigenen Lernprozesses bewusst zu werden, seine individuellen Voraussetzungen, Motive und Bedürfnisse zu erkennen, konkrete und realisierbare Ziele zu identifizieren, bevor er in einem späteren Schritt den Zugriff auf nutzbare Ressourcen („Werkzeuge“ und Lernstrategien) organisiert. Die Sprachlernberatung wendet sich an alle Ratsuchenden, die Fremdsprachen lernen oder lernen wollen, aber ihren Lernprozess häufig nicht ihren Bedürfnissen und Vorlieben anpassen können.
Die Beratung kann als face-to-face-Situation in direktem Kontakt zwischen dem Schüler und dem Berater stattfinden oder auch aus der Distanz mit dem Telefon oder mit Hilfe neuer Kommunikationsmedien, wie Chat, E-Mail und Skype.
Eigenschaften einer Person, die als Berater und Unterstützer beim Lernen beispielsweise einer Fremdsprache gefordert sind, sind den Eigenschaften und Anforderungen an einen Lehrer in gleich welcher Disziplin vergleichbar: Empathie mit dem Schüler, Verständnis für seine individuelle Lebenssituation, Vorurteilslosigkeit und Neutralität, Akzeptanz seiner Lernziele und Analyse seiner individuellen Begabungen, Talente und Defizite. Ebenso wichtig ist die Herstellung eines Vertrauensverhältnisses zwischen den Beteiligten und das Aufzeigen von Grenzen, Problemen und Entwicklungsmöglichkeiten. Ziel der Beratung ist es, dem Schüler zu helfen, seine Lernproblemen zu erkennen, damit er für sich richtige Entscheidungen treffen kann, erfolgreich eine Fremdsprache zu erlernen.